# Боу (река)

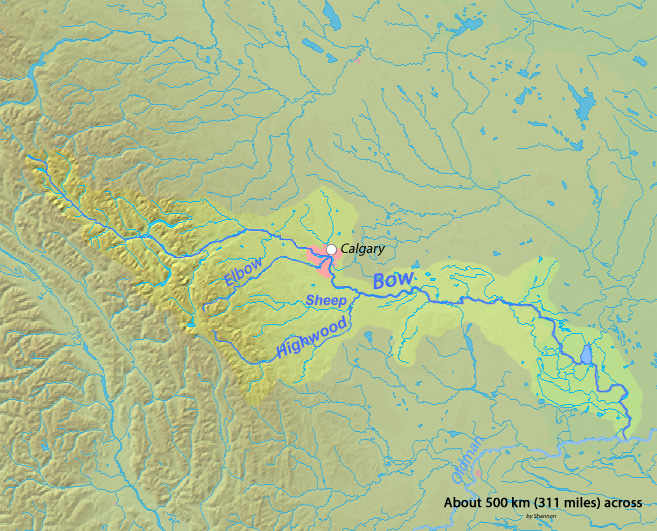
Карта реки Боу

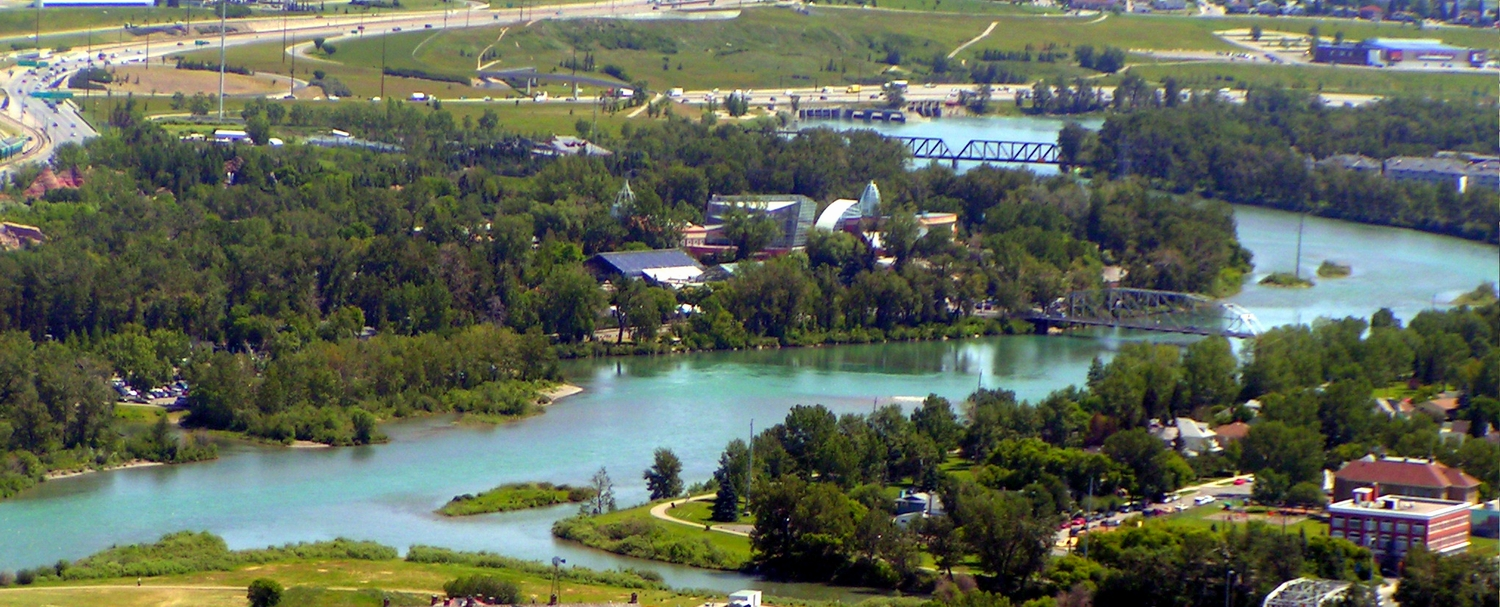
Река Боу в районе зоопарка Калгари

Боу (англ. Bow River) — река в юго-западной части Канады, в провинции Альберта. При слиянии с рекой Олдмен образует реку Саут-Саскачеван.
Берёт своё начало из ледника Боу, который является частью более крупного ледникового поля Вапта, на юго-западе канадской провинции Альберта, на высоте приблизительно 1960 м над уровнем моря. Течёт на юг вплоть до деревни Лейк-Луис, а затем поворачивает на восток и протекает через города Банф и Канмор. Выше городка Кокрен на реке расположено водохранилище Гост-Лейк, длина которого составляет 13,5 км. Ниже водохранилища Боу продолжает течь в восточном направлении, протекая через крупнейший город провинции, Калгари. Ниже Калгари река течёт в восточном и юго-восточном направлениях вплоть до слияния с рекой Олдмен близ деревни Грасси-Лейк в южной Альберте. Длина реки составляет 587 км; площадь бассейна — 26 200 км².

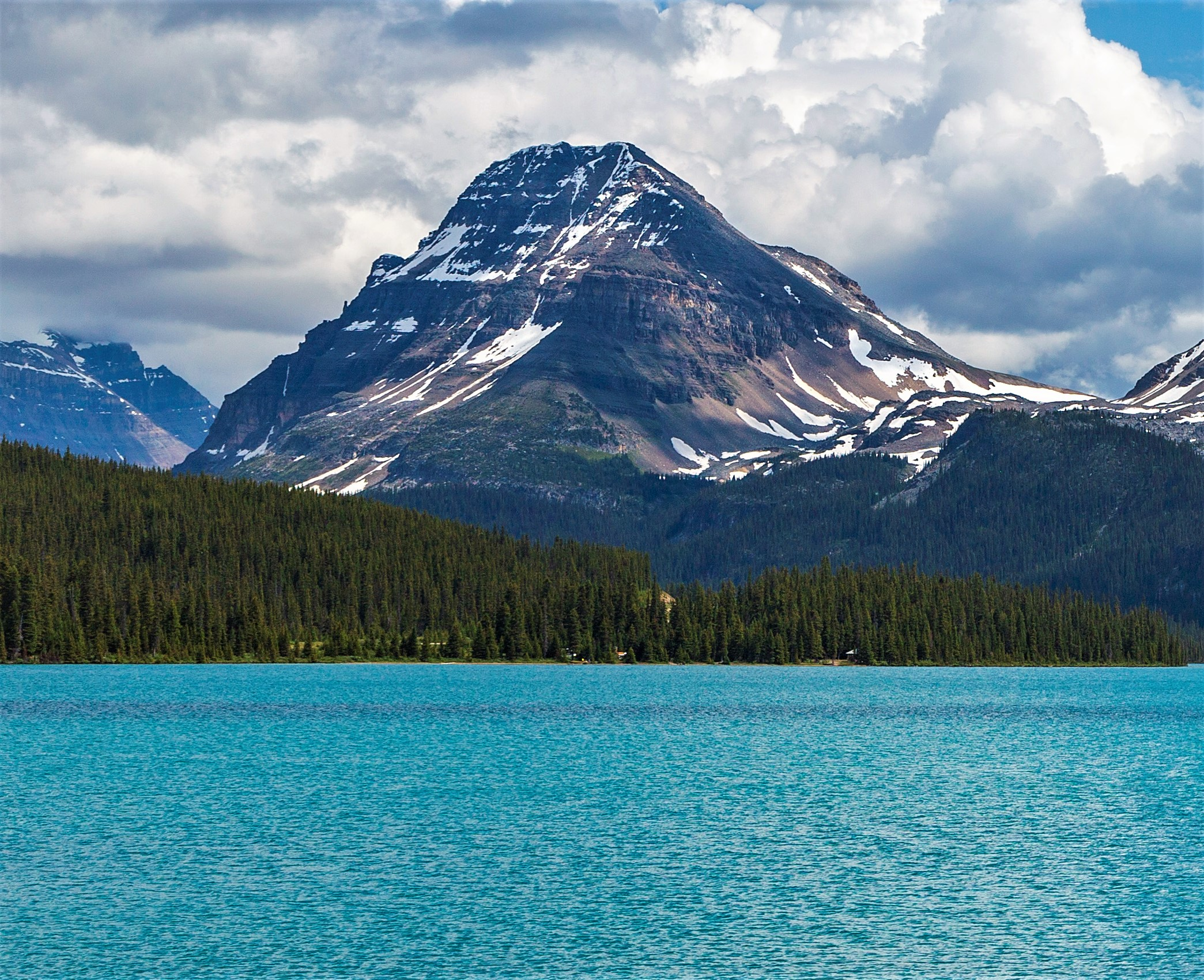
Боу-Пик и река Боу

Люди появились на берегах реки примерно 11 тысяч лет назад, они занимались охотой на мамонтов и гигантских бизонов. Первым европейцем, посетившим район реки в начале XIX века, был известный исследователь Дэвид Томпсон. В сентябре 1875 года при слиянии рек Боу и Элбоу был основан Форт-Калгари, превратившийся к настоящему времени в крупнейший город провинции. Река Боу является важным источником для обеспечения населения региона чистой питьевой водой; вода реки также активно используется для орошения. С 10-х по 60-е годы XX века на реке был построен ряд гидротехнических сооружений.